# Witkopstormvogel
De Witkopstormvogel (Pterodroma lessonii) is een vogel uit de familie van de stormvogels en pijlstormvogels (Procellariidae). Deze vogel is genoemd naar de Franse ornitholoog René Primevère Lesson.

## Kenmerken
De witkopstormvogel heeft een witte kop. Ook de onderzijde is wit en contrasteert met de donkere ondervleugels. Het wit van de keel en de kop wordt grijs op de mantel en wordt nog donkerder naar de staart toe. Een brede zwarte vlek rond de ogen geeft hem een gemaskerd uiterlijk. De lichaamslengte bedraagt 40 tot 46 cm, de spanwijdte 109 cm en het gewicht 580 tot 810 gram.

## Leefwijze
Het voedsel bestaat uit weekdieren en schaaldieren.

## Voortplanting
De witkopstormvogel begint in november of december te broeden in zelf uitgegraven legers op vlak grasland. Het vrouwtje legt één ei dat gedurende ongeveer 60 dagen bebroed wordt. Na 102 dagen is de jonge vogel zelfstandig.

## Verspreiding en leefgebied
Ze komen overal in het Sub-Antarctisch gebied voor, van 30° zuiderbreedte tot aan het pakijs. Broeden doen ze op de meeste Sub-Antarctische eilanden, met uitzondering van Zuid-Georgia en de Zuidelijke Sandwicheilanden.

## Status
In principe zijn ze niet bedreigd, maar vele witkopstormvogels worden het slachtoffer van katten, ratten en zuidpooljagers. De grootte van de populatie is in 2004 geschat op 600 duizend vogels. Op de Rode lijst van de IUCN heeft deze soort de status niet bedreigd.